# Depot von Plav
Das Depot von Plav (auch Hortfund von Plav) ist ein Depotfund der frühbronzezeitlichen Aunjetitzer Kultur aus Plav im Jihočeský kraj, Tschechien. Es datiert in die Zeit zwischen 1800 und 1600 v. Chr. Das Depot befindet sich in Privatbesitz.

## Fundgeschichte
Das Depot wurde 1974 erstmals erwähnt. Die genaue Fundstelle und die Fundumstände sind unbekannt. Angeblich stammt es aus einem Grabhügel.

## Zusammensetzung
Das Depot besteht aus drei bronzenen Spangenbarren.